# Мокрое (Волынская область)
Мокрое (укр. Мокре) — село в Дубечненской сельской общине Ковельского района Волынской области Украины.
До 2020 года входило в Старовыжевский район.
Код КОАТУУ — 0725081304. Население по переписи 2001 года составляет 790 человек. Почтовый индекс — 44414. Телефонный код — 3346. Занимает площадь 4,879 км².